# 619 هـ
619 هـ هي سنة في التقويم الهجري امتدت مقابلةً في التقويم الميلادي بين سنتي 1222 و1223.

## وفيات
- ابن النبيه المصري
- يونس بن يوسف الشيباني

- ظهير الدين البخاري
- النجيب السمرقندي
- محمد بن عبد الواحد الملاحي